# Kalamazoo County
Kalamazoo County je okres na jihozápadě státu Michigan v USA. K roku 2010 zde žilo 250 331 obyvatel. Správním městem okresu je Kalamazoo. Celková rozloha okresu činí 1 503 km².

## Sousední okresy
| Růžice kompasu | Allegan County   |                   | Barry County   | Růžice kompasu |
| Růžice kompasu | Van Buren County | Sever             | Calhoun County | Růžice kompasu |
| Růžice kompasu | Van Buren County | Kalamazoo County  | Calhoun County | Růžice kompasu |
| Růžice kompasu | Van Buren County | Jih               | Calhoun County | Růžice kompasu |
| Růžice kompasu | Cass County      | St. Joseph County | Branch County  | Růžice kompasu |